# Рудник-при-Моравчах
Рудник-при-Моравчах (словен. Rudnik pri Moravčah) — поселення в общині Моравче, Осреднєсловенський регіон, Словенія. 
Висота над рівнем моря: 348 м.